# 螺山站
螺山站位于河北省唐山市玉田县大安镇，是京哈铁路的一个车站，距北京站102公里，距哈尔滨站1147公里，现由北京铁路局唐山车务段管辖。该站目前办理客运和货运业务。

## 车站周边
- 大安镇峰山小学